# Кусегре
Кусегре (фр. Coussegrey) насеље је и општина у североисточној Француској у региону Шампањ-Арден, у департману Об која припада префектури Троа.
По подацима из 2011. године у општини је живело 159 становника, а густина насељености је износила 9,84 становника/km². Општина се простире на површини од 16,16 km². Налази се на средњој надморској висини од 190 метара.

## Демографија
| 1962. | 1968. | 1975. | 1982. | 1990. | 1999. | 2011. |
| ----- | ----- | ----- | ----- | ----- | ----- | ----- |
| 200   | 228   | 203   | 194   | 189   | 195   | 159   |

График промене броја становника у току последњих година